# León intentando atrapar una mariposa
León intentando atrapar una mariposa es un cuadro del pintor francés Jean-Léon Gérôme. Se trata de una pintura al óleo sobre lienzo de 60 × 83 cm realizada en 1889, y que representa a un león acostado en una cueva, abriendo la boca rugiendo hacia una mariposa cuya presencia le molesta. Forma parte de la colección del Museo de Arte Carnegie de Pittsburgh, tras una donación de la Fundación Thomas H. Nimick, Jr. en memoria de Florence Lockhart Nimick.  
Es una alegoría que representa la rivalidad entre Gérôme disfrazado de león y James McNeill Whistler disfrazado de mariposa. De hecho, Gérôme hizo del león su animal emblemático debido a su segundo nombre Léon y Whistler firmaba sus obras con un monograma en forma de mariposa: JMW entremezclado.
El lienzo está firmado abajo a la derecha en la primera piedra.

Este es uno de los temas favoritos del artista, que pintó numerosos cuadros de felinos, llegando incluso a poseer un león real como mascota. El museo también cuenta con Noche en el desierto.

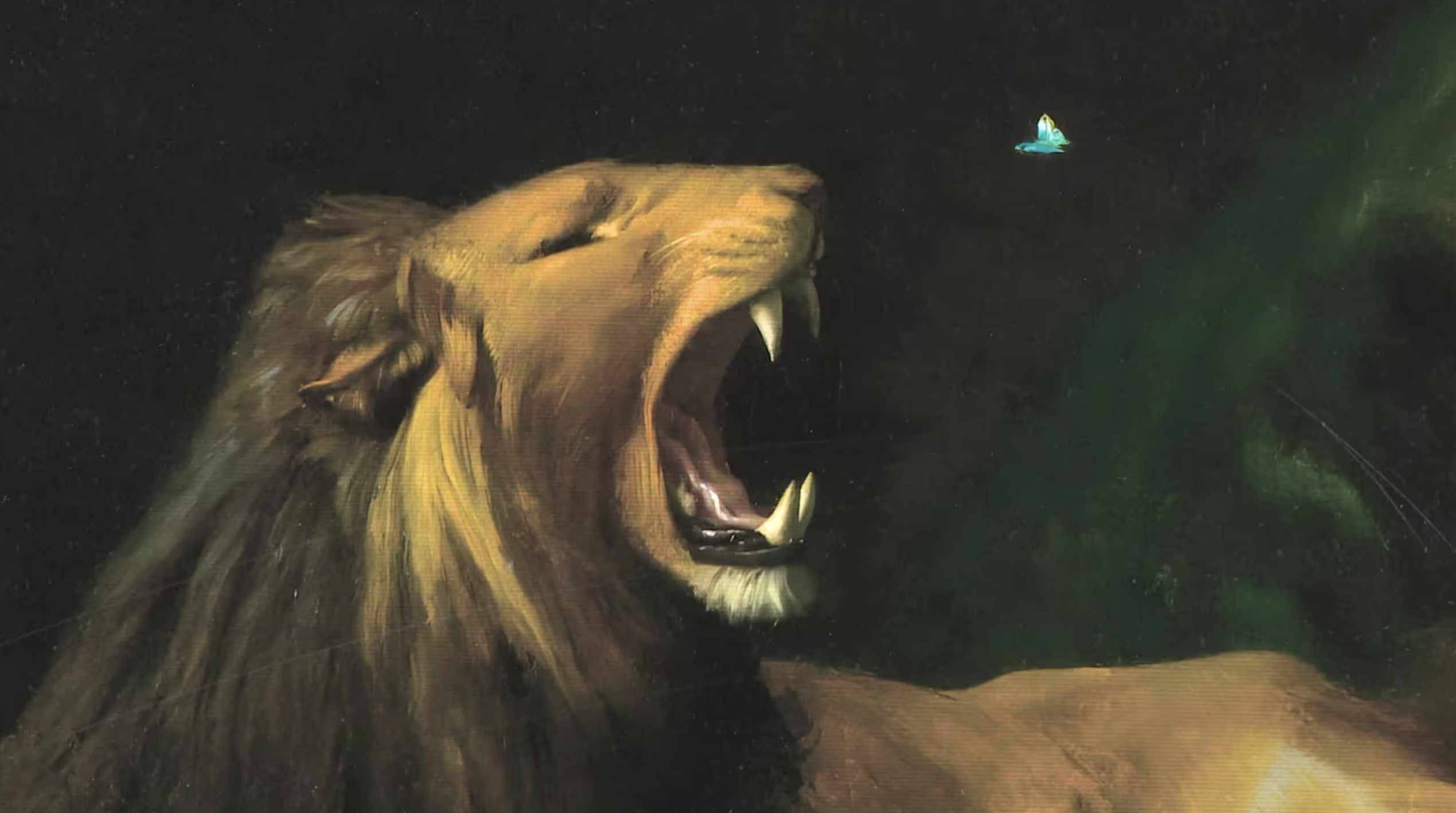
Detalle.
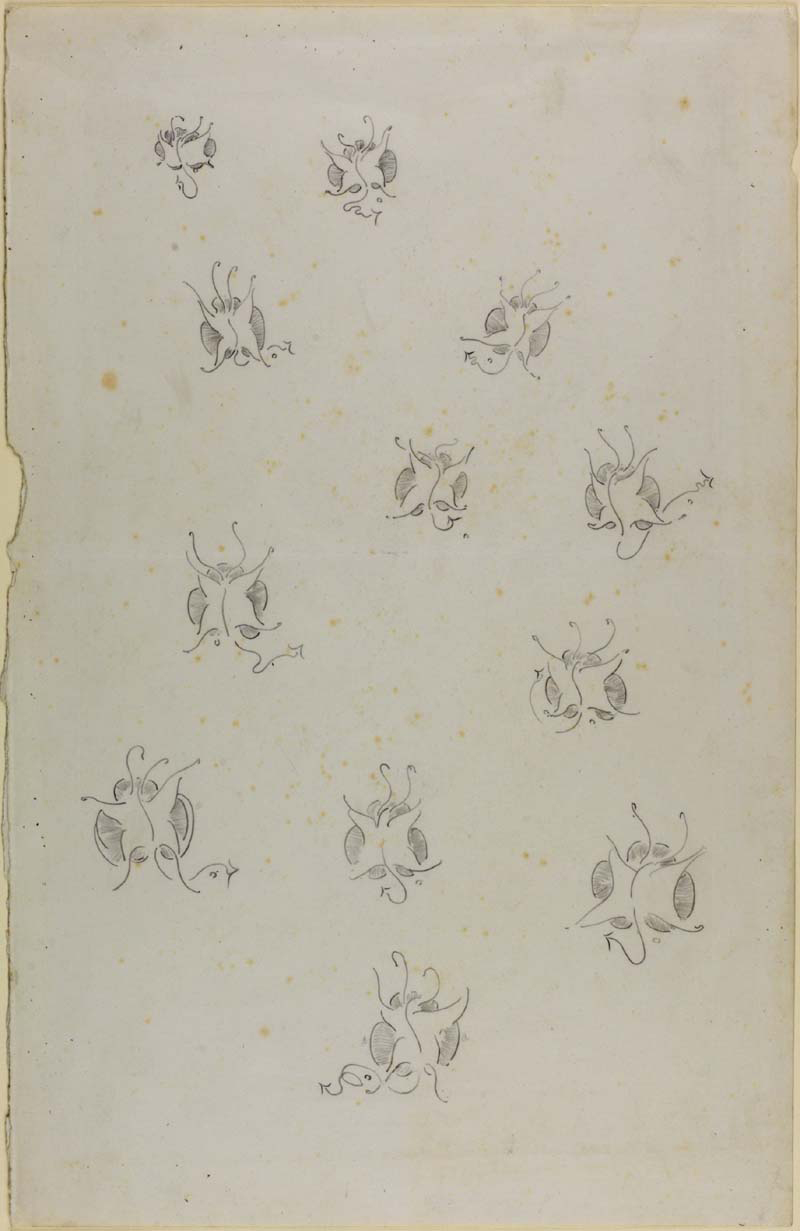
Bocetos de mariposas para su monograma, Whistler.